# Sandro Nicolas
TYLR (eigentlich Alessandro Heinrich Rütten, auch bekannt als Sandro und Sandro Nicolas, * 4. Oktober 1996 in Heinsberg, Nordrhein-Westfalen, Deutschland) ist ein deutscher Sänger.

## Leben und Karriere
Sandro ist der Sohn einer deutsch-griechischen Mutter sowie eines deutschen Vaters. Ein Teil seiner Familie väterlicherseits lebt in den USA. Er wuchs in Deutschland auf und begann dort auch seine Musikkarriere.
Im Jahre 2015 trat er erstmals in der Öffentlichkeit in Erscheinung, als er an der Sendung Das Supertalent teilnahm. 2018 nahm er an der achten Staffel der Sendung The Voice of Germany teil. Er schaffte es in den Blind Auditions, dass sich alle vier Juroren umdrehten. Sandro schied am Ende in den Sing Offs aus. 2019 nahm Sandro unter US-amerikanischer Flagge am New Wave Song Festival in Sotschi teil und erreichte Platz 6.
Am 29. November 2019 gab die zypriotische Rundfunkanstalt CyBC ihn als Vertreter zum Eurovision Song Contest 2020 in Rotterdam (Niederlande) bekannt. Mit dem Song Running, der am 6. März 2020 veröffentlicht wurde, sollte er dort antreten. Der Wettbewerb musste am 18. März 2020 aufgrund der COVID-19-Pandemie abgesagt werden. Am 1. Juni 2020 gab der zypriotische Sender bekannt, dass Sandro Zypern am Eurovision Song Contest 2021 nicht vertreten werde.
Seit 2021 tritt er mit dem Künstlernamen TYLR auf.

## Diskografie
Singles
- 2020: Running
- 2021: Hollywood High